# Mary Halvorson
Mary Halvorson (* 16. října 1980) je americká kytaristka a hudební skladatelka.
Pochází z Brookline v Massachusetts a nejprve se učila hrát na housle, později přešla pod vlivem Jimiho Hendrixe ke kytaře. Studovala na Wesleyan University v Connecticutu, zprvu krátce biologii a později hudbu. V roce 2008 vydala album Dragon's Head se svým triem, v němž dále působí kontrabasista John Hébert a bubeník Ches Smith. Druhá deska tria vyšla o pět let později pod názvem Ghost Loop. Doplněni o trumpetistu Jonathana Finlaysona a saxofonistu Jona Irabagona působí také v kvintetu, kterému vyšla alba Saturn Sings (2010) a Bending Bridges (2012). Její septet, který vydal desku Illusionary Sea (2013), tvoří ještě pozounista Jacob Garchik a saxofonista Ingrid Laubrock.
Spolupracovala s mnoha dalšími hudebníky, mezi něž patří například Sylvie Courvoisier, Trevor Dunn, Peter Evans, Michael Formanek, Marc Ribot a Elliott Sharp. Na albu Paimon – Book of Angels Volume 32 (2017) interpretovala skladby Johna Zorna. S ním také – v rámci jeho Bagatelles Marathonu – vystupovala v roce 2019 v Praze. V letech 2017 až 2019 byla časopisem DownBeat zvolena za nejlepší kytaristku. Roku 2019 získala MacArthurovo stipendium.